# Championnat du Burundi de football 2010-2011
Navigation
Saison précédente Saison suivante
La saison 2010-2011 du Championnat du Burundi de football est la quarante-huitième édition de la Ligue A, le championnat de première division au Burundi. Les douze meilleures équipes du pays sont regroupées au sein d’une poule unique où ils s’affrontent deux fois au cours de la saison, à domicile et à l’extérieur. En fin de saison, les deux derniers du classement sont relégués et remplacés par les deux meilleurs clubs de deuxième division (le champion de la zone de Bujumbura et le champion de l'Intérieur).
C'est le club de l’Atlético Olympic qui est sacré cette saison après avoir terminé invaincu en tête du classement final, avec neuf points d’avance sur LLB Académic et douze sur le double tenant du titre, Vital’O FC. Il s’agit du second titre de champion du Burundi de l’histoire du club, qui en plus de terminer sans défaite, réussit l’exploit de ne concéder que six buts en vingt-deux rencontres.

## Qualifications continentales
Le champion du Burundi se qualifie pour la Ligue des champions de la CAF 2012 tandis que le vainqueur de la coupe nationale (ou le vice-champion si la Coupe n'est pas organisée) obtient son billet pour la Coupe de la confédération 2012.

## Les clubs participants
| - Vital’O FC - InterStar - Atlético Olympic - LLB Académic - Académie Tchité FC - Prince Louis FC | - Muzinga FC - Espoir de Gatumba - Flamengo de Ngagara - Union Sporting Bujumbura - Maniema Fantastique - Promu de D2 - Royal FC de Muramvya - Promu de D2 |

## Compétition
Le barème utilisé pour établir le classement est le suivant :
- Victoire : 3 points
- Match nul : 1 point
- Défaite : 0 point

### Classement
| Rang | Équipe                   | Pts | J  | G  | N | P  | Bp | Bc | Diff |
| ---- | ------------------------ | --- | -- | -- | - | -- | -- | -- | ---- |
| 1    | Atlético Olympic         | 58  | 22 | 18 | 4 | 0  | 45 | 6  | +39  |
| 2    | LLB AcadémicC            | 49  | 22 | 14 | 7 | 1  | 50 | 15 | +35  |
| 3    | Vital’O FCT              | 46  | 22 | 14 | 4 | 4  | 42 | 12 | +30  |
| 4    | InterStar                | 43  | 22 | 13 | 4 | 5  | 36 | 20 | +16  |
| 5    | Royal FC de MuramvyaP    | 30  | 22 | 9  | 3 | 10 | 30 | 36 | -6   |
| 6    | Union Sporting Bujumbura | 27  | 22 | 7  | 6 | 9  | 32 | 36 | -4   |
| 7    | Académie Tchité FC       | 25  | 22 | 7  | 4 | 11 | 16 | 27 | -11  |
| 8    | Espoir de Gatumba        | 23  | 22 | 5  | 8 | 9  | 20 | 31 | -11  |
| 9    | Muzinga FC               | 23  | 22 | 7  | 2 | 13 | 25 | 41 | -16  |
| 10   | Flamengo de Ngagara      | 22  | 22 | 5  | 7 | 10 | 21 | 32 | -11  |
| 11   | Prince Louis FC          | 19  | 22 | 5  | 4 | 13 | 30 | 34 | -4   |
| 12   | Maniema FantastiqueP     | 4   | 22 | 1  | 1 | 20 | 15 | 72 | -57  |

|  | Qualification pour la Ligue des champions de la CAF 2012 et la Coupe Kagame inter-club 2012 |
|  | Qualification pour la Coupe de la confédération 2012                                        |
|  | Relégation directe en deuxième division                                                     |
|  | T : Tenant du titre C : Vainqueur de la Coupe du Burundi P : Promu de D2                    |

## Bilan de la saison
| Championnat du Burundi de football 2010-2011 |                             |
| Champion                                     | Atlético Olympic (2e titre) |
| Coupes et trophées                           |                             |
| Vainqueur de la Coupe du Burundi 2010-2011   | LLB Académic                |
| Qualifications continentales                 |                             |
| Ligue des champions de la CAF 2012           | Atlético Olympic            |
| Coupe de la confédération 2012               | LLB Académic                |
| Coupe Kagame inter-club 2012                 | Atlético Olympic            |
| Promotions et relégations                    |                             |
| Promus en Ligue A                            | Kamenge FC                  |
| Promus en Ligue A                            | Flambeau de l’Est           |
| Relégués en Ligue B                          | Prince Louis FC             |
| Relégués en Ligue B                          | Maniema Fantastique         |